# نوتاوا، ایزابلا، میشیگان
نوتاوا (به انگلیسی: Nottawa Township) یک منطقهٔ مسکونی در ایالات متحده آمریکا است که در شهرستان ایزابلا، میشیگان واقع شده‌است.
 نوتاوا ۹۳٫۱ کیلومتر مربع مساحت و ۲٬۲۷۸ نفر جمعیت دارد و ۲۶۷ متر بالاتر از سطح دریا واقع شده‌است.